# Tomasz Nowakowski (koszykarz)
Tomasz Grzegorz Nowakowski (ur. 21 kwietnia 1990 w Opolu) – polski koszykarz grający na pozycji środkowego. Obecnie występuje w zespole Pogoń Prudnik.
Jako drugi zawodnik w historii polskich rozgrywek ligowych zaliczył quadruple-double. 10 grudnia 2022 w meczu II ligi Pogoni Prudnik z Team-Plast KK Oleśnica zdobył 11 punktów, 13 zbiórek, 10 asyst i 10 bloków, a Pogoń Prudnik pokonała rywala 101–65.

## Przebieg kariery
- 2002–2004: MKS Strzelce Opolskie
- 2004–2007: Śląsk Wrocław
- 2007–2008: KK Olimpija Ljubljana
- 2008–2009: TCG Mercator Skofja Loka
- 2009–2010: KK Olimpija Ljubljana
- 2009–2010: Luka Koper
- 2011–2012: START Gdynia
- 2012–13: WKK Wrocław
- 2014– Pogoń Prudnik

## Osiągnięcia
Stan na 7 sierpnia 2018, na podstawie, o ile nie zaznaczono inaczej.
Reprezentacja
- Brązowy medalista mistrzostw Europy U–20 dywizji B (2010)
- Uczestnik mistrzostw Europy U–16 dywizji B (2006 – 10. miejsce)